# Општина Корбу (Харгита)
Корбу (рум. Corbu) општина је у Румунији у округу Харгита.
Oпштина се налази на надморској висини од 802 m.